# Ouarmini
Ouarmini är en ort i Burkina Faso.   Den ligger i provinsen Bazega Province och regionen Centre-Sud, i den centrala delen av landet, 20 km söder om huvudstaden Ouagadougou. Ouarmini ligger 310 meter över havet och antalet invånare är 1 462.
Terrängen runt Ouarmini är platt. Närmaste större samhälle är Kounda, 6,0 km sydost om Ouarmini.
Omgivningarna runt Ouarmini är en mosaik av jordbruksmark och naturlig växtlighet. Runt Ouarmini är det ganska tätbefolkat, med 70 invånare per kvadratkilometer.